# S62
S62 — звезда в созвездии Стрельца. Находится в скоплении, окружающем сверхмассивную чёрную дыру Стрелец А* (Sgr A*) в центре Млечного Пути.
S62 вращается вокруг чёрной дыры Sgr A* быстрее, чем любая другая звезда, известная по состоянию на август 2020 года. С орбитальным периодом всего 9,9 лет она обошла предыдущего рекордсмена, звезду S55, которая обращается вокруг Sgr A* за 12,8 лет.
Кроме того, S62 имеет орбиту с очень высоким эксцентриситетом, благодаря чему она проходит очень близко к Sgr A*, всего в 17.8 ± 7.4 астрономических единицах (2,6 млрд км), что меньше, чем расстояние между Ураном и Солнцем. Таким образом, звезда проходит мимо Sgr A* всего в 215 раз больше радиуса Шварцшильда (радиус Шварцшильда Sgr A* составляет примерно 0,082 а. е. или 12 млн км). По скорости в перицентре S62 уступает только звезде S4714, высота перицентра которой 12.6 ± 9.3 а. е. (1.8 млрд км или 153.66 радиусов Швацшильда Sgr A*).
S62 проходит так близко к Sgr A*, что его орбита имеет очень большую прецессию: орбита смещается примерно на 74.7 ± 31 угловых минут при каждом обороте. При наибольшем сближении её скорость составляет около 0,067{\displaystyle c} (6,7 % от скорости света) относительно Sgr A*. Последнее сближение S62 с Sgr A* произошло в конце 2022 года.
Открытие S62 улучшило границы распределения массы в центре галактического центра, показав, что 4,15±0,6×106 M☉ сосредоточено в пределах 16 а. е. от центра, что полностью подтверждает, что Sgr A* является сверхмассивной чёрной дырой.